# كولن كواينر
كولن كواينر (بالألمانية: Collin Quaner)‏ (18 يونيو 1991 بدوسلدورف في ألمانيا - ) هو لاعب كرة قدم ألماني في مركز الهجوم. شارك مع منتخب ألمانيا تحت 20 سنة لكرة القدم. أما مع النوادي، فقد لعب مع أرمينيا بيليفيلد وإنغولشتات 04 وفورتونا دوسلدورف ونادي آلن وهانزا روستوك ويونيون برلين.

## وصلات خارجية
- كولن كواينر على موقع قاعدة بيانات كرة القدم.إي يو (الإنجليزية)
- كولن كواينر على موقع بيانات كرة القدم. دي إي (الألمانية)
- كولن كواينر على موقع Soccerbase.com (لاعب) (الإنجليزية)
- كولن كواينر على موقع Soccerway.com (الإنجليزية)
- كولن كواينر على موقع عالم كرة القدم.نت (الإنجليزية)